# توپولف تو-۳۳۴
توپولف تو-۳۳۴ (به انگلیسی: Tupolev Tu-334) یک هواپیمای جت مسافربری بدنه باریک با برد متوسط که برای جایگزینی توپولف-۱۳۴ اس و یاک-۴۲ اس توسعه داده شده بود. بر خلاف توپولف-۲۰۴ این هواپیما دارای یک دم T شکل است و موتورها بر روی دو طرف از بدنه عقب به جای زیر بال نصب شده است. اما شرکت سازنده در سال ۲۰۰۹ تصمیم گرفت پروژه این هواپیما را کنسل کند و برنامه تولید عملیاتی این هواپیما متوقف شد. از این هواپیما فقط ۲ فروند تولید شد.